# Cristina Fraire
Cristina Fraire (nascida em 1949 em Buenos Aires) é uma fotógrafa argentina. Estudou na Universidade de Buenos Aires e na Sociedade Argentina de Artistas Plásticos. Em 1997 recebeu uma bolsa Guggenheim para fotografia.
O seu trabalho está nas colecções do Museu Nacional de Belas Artes em Buenos Aires, do Light Work de Syracuse, Nova York, e no Museu de Belas-Artes de Houston.